# Ириба
Ириба (фр. Iriba) — город и супрефектура в Чаде, расположенный на территории региона Вади-Фера. Административный центр департамента Ириба.

## География
Город находится в восточной части Чада, в пределах горного массива Керкур-Нурен, на расстоянии приблизительно 836 километров к северо-востоку от столицы страны Нджамены. Абсолютная высота — 1020 метров над уровнем моря.

## Климат
Климат города характеризуется как аридный жаркий (BWh в классификации климатов Кёппена). Среднегодовая температура воздуха составляет 25,7 °C. Средняя температура самого холодного месяца (января) составляет 20,9 °С, самого жаркого месяца (мая) — 29,6 °С. Расчётная многолетняя норма осадков — 226 мм. В течение года количество осадков распределено неравномерно, основная их масса выпадает в период с мая по сентябрь. Наибольшее количество осадков выпадает в августе (113 мм).

## Население
По данным официальной переписи 2009 года численность населения Ирибы составляла 113 674 человека (55 136 мужчин и 58 538 женщин). Население города по возрастному диапазону распределилось следующим образом: 53,4 % — жители младше 15 лет, 41,9 % — между 15 и 59 годами и 4,7 % — в возрасте 60 лет и старше.

## Транспорт
В окрестностях города расположен одноимённый аэропорт.